# Daniel Defoe
Daniel Defoe, egentligen Daniel Foe, född omkring 1660 i Cripplegate, London, död 24 april 1731 i Moorfields, London, var en brittisk författare, verksam under upplysningstiden. Defoe är främst känd för romanen Robinson Crusoe, som utkom 1719. 

## Biografi
Defoe var son till en ljushandlare och köpman i London med religiösa intressen. Defoe studerade till präst, men övergav studierna och försökte istället etablera sig som industriell företagare, dock utan framgång, och gjorde konkurs. Istället övergick han till en ivrig verksamhet som politisk journalist.
För pamfletten Shortest way with dissenters (1702) dömdes Defoe att ställas i straffstocken och kastades därefter i fängelse. Under fängelsetiden började han utge tidningen The Review, skriven helt av honom själv. Han fortsatte att utge tidningen även efter sin frigivning ända fram till 1713, och utgav senare andra liknande publikationer, kortare eller längre tider. Av intresse för svensk historia är den anonyma, men sannolikt av Defoe författade The history of the wars of Charles XII (1715), utarbetad på grundval av samtida pamflettlitteratur. Defoe inhyrdes även som hemlig litterär agent först av Harleys tory- och senare av Robert Walpoles whigministär, och spelade en roll i rad politiska skumraskaffärer. 
Defoes personlighet har visat sig alltmer komplex, ju mer man grävt i hans politiska affärer. Antalet större eller mindre politiska skrifter av honom överstiger 250. Mest känd är han dock för sina litterära verk, avfattade under senare delen av hans liv: The life and strange surprising adventures of Robinson Crusoe (1719), Memoirs of a cavalier (1720), The life, adventures and piracies of the famous captain Singelton (1720), Fortunes and misfortunes of the famous Moll Flanders (1722), The journal of the plague year (1722), History of colonel Jacque (1722) samt The fortunate mistress Roxana (1724).
Även om de övriga romanerna i många fall nådde samma litterära kvalitet blev Robinson Crusoe den absolut mest kända. Inspiration till boken fick han av skotten Alexander Selkirks äventyr. Selkirk hade efter ett bråk med sin kapten ”frivilligt” blivit ilandsatt på en obebodd ö 500 km utanför Chiles kust och det dröjde fem år, innan han blev räddad. Han levde på sin uppfinningsrikedom och att han mediterade och läste Bibeln. Defoe skrev under den så kallade upplysningstiden, vilket också präglat boken.
Men romanen har framförallt kommit att stå som en symbol för den klassiska äventyrsromanen och har genom alla tider fängslat läsare bland både barn och vuxna. Med sitt spännande motiv och sin fascinerande uppläggning har den lockat många senare författare till efterföljd.

### Privatliv
Den 1 januari 1684 gifte sig Defoe med Mary Tuffley (1663–1732). Äktenskapet varade i 47 år och resulterade i åtta barn. 

## Övriga verk som översatts till svenska
- Trade to India critically and calmly consider'd
  - En wäns swar utur Gjötheborg, på sin gode wäns bref utur Stockholm angående Swenske Ost-Indiske compagniet (översättning Henric Kalmeter) (Stockholm: tryckt hos P.J. Nyström,1734) [2]
- The life, adventures and piracies of the famous Captain Singleton (1720)
  - Kapten Bobs färder och äventyr i Afrika (bearbetning av Elias Grip) (Åhlén & Åkerlund, 1917)
  - Kapten Singletons äventyr (översättning av Hugo Hultenberg) (Norstedt, 1924)
- The fortunes and misfortunes of the famous Moll Flanders (1722)
  - Moll Flanders (översättning Gösta Olzon) (Jan, 1944)
- The history and remarkable life of the truly honourable colonel Jacque commonly called Colonel Jack (1722)
  - Överste Jack: äventyrsroman (bearbetad av Rudolf Eger) (Hansa, 1945)
- A journal of the plague year (1722)
  - Pestens år: iakttagelser och hågkomster rörande de märkliga händelser, såväl offentliga som enskilda, vilka inträffade i London under den senaste stora hemsökelsen anno 1665, nedtecknade av en medborgare som hela tiden var kvar i staden och aldrig förut offentliggjorda (översättning, efterskrift och kommentarer av Per Erik Wahlund) (Norstedt, 1983)